# فؤاد معصوم
محمد فؤاد معصوم خضر هورامی معروف به فؤاد معصوم (به عربی: محمد فؤاد معصوم هورامي؛ زادهٔ ۱ ژانویه ۱۹۳۸) یک سیاستمدار کرد عراقی است که از ژوئیه ۲۰۱۴ تا اکتبر ۲۰۱۸ به عنوان هفتمین رئیس‌جمهور عراق فعالیت کرد. وی از چهره‌ های میانه‌رو این کشور به‌شمار می‌رود. فؤاد معصوم از اعضای ارشد و باسابقه اتحادیه میهنی کردستان عراق است. رهبر این حزب جلال طالبانی بود. معصوم به همراه طالبانی و عادل مراد پس از جدایی از حزب دموکرات کردستان، اتحادیه میهنی را تشکیل دادند. وی عضو یک خانواده مذهبی معروف و از مطرح‌ترین رهبران کردها به‌شمار می‌رود، او فارغ‌التحصیل دانشگاه الازهر است و تز دکترای وی هم مربوط به فلسفه اخوان الصفا بوده‌است. او در گذشته استاد دانشکده ادبیات در دانشگاه بصره بوده و استاد یار در دانشکده حقوق و دانشکده تربیت در این دانشگاه مشغول تدریس بود.
وی با وجودی که از نسل دوم رهبران پیشمرگه به‌شمار می‌رود، با این حال وی همانند دوستش، جلال طالبانی روابط نزدیکی با رهبران و جنبش‌های رهایی‌بخش عربی به ویژه گروه‌های چپگرای آنها دارد.
عرفان قانعی فرد پس از گفتگوی های مکرر خود در سال های 2015-2005 با فواد معصوم، اذعان داشت که او راه و اندیشه جلال طالبانی را بنا به دهه‌ها دوستی و مراودت، برگزیده و می‌توان بی‌هیچ محافظه‌کاری گفت که او شاگرد مکتب طالبانی یا سایه اوست.
در عراق مقام ریاست جمهوری تشریفاتی است و نخست‌وزیر مهمترین مقام اجرایی کشور به‌شمار می‌رود.

## سوابق
اولین نخست‌وزیر دولت کردستان عراق در اوایل دهه نود، اولین رئیس شورای ملی عراق پس از سقوط رژیم صدام، رئیس کمیته تدوین قانون اساسی دائمی عراق، رئیس ائتلاف میهنی کردستان در داخل پارلمان عراق از سال ۲۰۰۶ از جمله مسئولیت‌های فؤاد معصوم به‌شمار می‌رود.

## دیدگاه سیاستمداران کرد در مورد شخصیت معصوم
بسیاری از سیاستمداران کرد، فؤاد معصوم را سایه مام جلال طالبانی می‌خوانند، حتی اگر از دایره خانوادگی نزدیک به وی نباشد، ناظران می‌گویند رابطه گرم و بسیار نزدیک معصوم با طالبانی به حدی بوده‌است که وی نیز پس از بیمار شدن طالبانی، دچار مشکلات جسمانی شده‌است.

## همه‌پرسی استقلال کردستان
فؤاد معصوم اوت سال ۲۰۱۷ در مورد برگزاری همه‌پرسی استقلال کردستان هشدار داد و آن را رؤیایی بلندپروازانه ای دانست که دستیابی به آن در شرایط فعلی مقدور نیست.
بعد از برگزاری همه‌پرسی استقلال کردستان عراق، تعدادی از نمایندگان مجلس عراق طرح برکناری فؤاد معصوم را در دستور کار قرار دارند. این نمایندگان معتقدند چون فؤاد معصوم اقدامی برای جلوگیری از همه‌پرسی استقلال کردستان عراق نکرد پس به سوگند خود برای یکپارچه نگه داشتن عراق وفادار نمانده و باید از این پست برکنار شود. به نوشته روزنامه بغدادپست اعضای ائتلاف دولت قانون به رهبری نوری مالکی -بزرگترین فراکسیون پارلمان عراق- پشتیبان برکناری فؤاد معصوم هستند اما جریان الاحرار (طرفداران مقتدی صدر) و جریان الوطنیه به رهبری ایاد علاوی سعی دارند مانع به رای گذاشتن این طرح در پارلمان شوند.
فؤاد معصوم قرار بود در اجلاس ۲۰۱۷ سازمان ملل که همزمان با همه‌پرسی استقلال برگزار شد، سخنرانی داشته باشد اما به گفته هشیار زیباری از رهبران اصلی حزب دمکرات کردستان (جریان بارزانی) و وزیر خارجه سابق عراق، حیدر العبادی مانع حضور معصوم در نیویورک شد. زیباری در توییت خود فؤاد معصوم را شخصی ضعیف و بی‌لیاقت خواند.